# Peppe De Cristofaro
Giuseppe De Cristofaro dit Peppe (né le 26 juin 1971 à Naples) est une personnalité politique italienne, membre de la Gauche italienne.

## Biographie
Peppe De Cristofaro est élu sénateur le 25 février 2013, lors des élections générales italiennes de 2013.